# Baljuwtuin
Aangrenzend aan het Baljuwhuis in Galmaarden ligt de Baljuwtuin. De tuin werd van 2021 tot 2024 volledig vernieuwd, via het project 'Natuuroase in Galmaarden' (in samenwerking met Agentschap Natuur en Bos, Regionaal Landschap Pajottenland & Zennevallei en KiemKracht vzw).

## Landschappelijk erfgoed

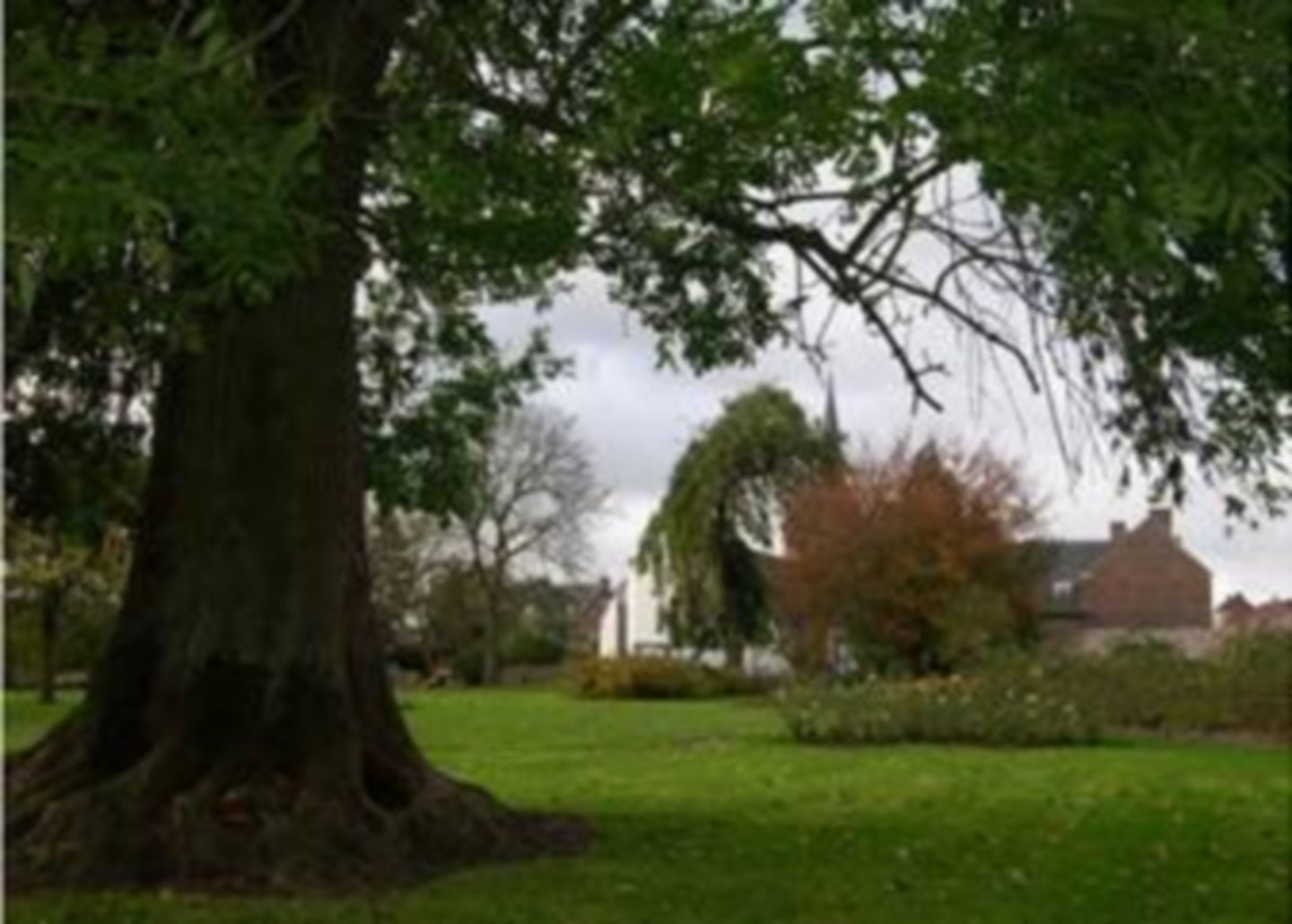
Beschermde treures in de Baljuwtuin

De tuin strekt zich uit tot aan de rivier de Mark en is 1,5 hectare groot. De tuin is samen met het Baljuwhuis vastgesteld als bouwkundig erfgoed en wordt sinds april 2023 intensief vernieuwd en heraangelegd door het lokaal bestuur, in samenwerking met het Regionaal Landschap Pajottenland & Zennevallei en Agentschap Natuur & Bos van de Vlaamse Overheid. Er zal onder andere een siertuin met wandelwegjes, een ligweide, picknickzones, educatieve plekjes, een stilteplek en een buitentoilet worden voorzien.

### Houtig erfgoed
In de tuin staat een treures die aangeduid is als beschermd monument sinds 2011. De treures (Fraxinus exelsior pendula) heeft een stamomtrek van 3,71 meter. Hij kreeg het label van kampioenboom door de Belgische Dendrologische Vereniging, dat betekent dat hij mogelijks de oudste gekende treures is van België.